# Venator
Genre
Venator est un genre d'araignées aranéomorphes de la famille des Lycosidae.

## Distribution
Les espèces de ce genre sont endémiques d'Australie.

## Liste des espèces
Selon World Spider Catalog (version 24.5, 19/08/2023) :
- Venator immansuetus (Simon, 1909)
- Venator judyrainbirdae Framenau & Douglas, 2023
- Venator marginatus Hogg, 1900
- Venator spenceri Hogg, 1900

## Systématique et taxinomie
Ce genre a été décrit par Hogg en 1900.

## Publication originale
- Hogg, 1900 : « A contribution to our knowledge of the spiders of Victoria: including some new species and genera. » Proceedings of the Royal Society of Victoria, (N.S.), vol. 13, p. 68-123 (texte intégral).